# Jystrup
Jystrup er en by på Midtsjælland med 840 indbyggere  (2024), beliggende 22 km sydvest for Roskilde, 27 km vest for Køge og 12 km nordøst for Ringsted. Byen hører til Ringsted Kommune og ligger i Region Sjælland.
Jystrup hører til Jystrup Sogn. Jystrup Kirke fra omkring 1250 ligger i den ældste del af byen på den snoede Jystrup Bygades højeste punkt med udsigt over Jystrup Sø. Præstegården øst for kirken er genopbygget efter en brand i 1865.

## Geografi
Jystrup ligger i en dalsænkning og på skrænterne mod vest og øst. Søerne ligger tæt i det kuperede terræn. Bygaden følger sydsiden af Jystrup Sø, der i landsbytiden fungerede som gadekær og nu er skøjtebane om vinteren. Ca. 200 m nord for Jystrup Sø ligger Hvidsø og den lille Lærk Sø. Vest for byen falder terrænet ned mod den noget større Valsølille Sø på 75 hektar.
Nord for byen ligger Mortenstrup Skov, som er en del af et skovområde der strækker sig mod nord til Kirke Hvalsø og omfatter Bidstrup Skovene, som er statsejede, og Skjoldenæsholm-skovene, som er privatejede. Ved herregården Skjoldenæsholm er der golfcenter, hotel og restaurant, og her findes Sporvejsmuseet Skjoldenæsholm. I skoven findes Sjællands højeste punkt, Gyldenløves Høj. Kobanke i Faxe Kommune er dog det højeste naturlige punkt.

## Faciliteter
Søholmskolen i den nordlige ende af byen blev indviet i 1955, hvor den afløste forskolerne i Valsølille, Ny Jystrup og Jystrup. Ved 50-års jubilæet i 2005 havde skolen 210 elever, fordelt på 1.-6. klassetrin. Der var 135 børn i de to SFO'er og 31 ansatte.
Børnenes Hus Jystrup (tidligere Børnehaven Søholmen) blev indviet i 1972 med plads til 40 børn. I 1984 blev institutionen udvidet med 26 pladser til fritidshjemsbørn. Da de i 1993 skulle flytte til SFO på skolen, blev der plads til i alt 66 børnehavebørn. I 2014 blev det besluttet at udvide med vuggestuepladser for at erstatte den private vuggestue, der var indrettet i byens gamle mejeri. I 2022 blev institutionen midlertidigt udviddet med barakker for at huse det voksende antal børn.
Ved idrætspladsen ligger Jystrup Aktivitetshus, der bl.a. benyttes af Jystrup IF, spejderne, Blå Bio og andre lokale foreninger og klubber, samt byens borgere i øvrigt. Jystrup IF er byens største forening og tilbyder aktiviteter indenfor blandt andet løb/gang, cykling, fodbold, gymnastik, tennis & padel.
I byens centrum ligger Jystrup Dagli' Brugs. Gaudi Galleriet er indrettet i Jystrups gamle kornmølle, ved siden af brugsen. Byens gamle mejeri, overfor brugsen, er indrettet til kreativt arbejds/kontorfællesskab.
Movias buslinje 240 betjener byen med faste afgange til Ringsted og Roskilde.

## Historie
Det tidligste billede af mennesker i Danmark er fundet i en mose ved Jystrup. Det er en ca. 10.000 år gammel tegning ridset ind i en urokseknogle.
Byen nævnes i 1370 som Jurstorp. Den blev udskiftet i 1796. Byens første skole var fra 1828.
I 1898 beskrives Jystrup således:"Jydstrup med Kirke, Præstegd., Skole, Forsamlingshus (opf. 1887), Mølle og Andelsmejeri" Begge målebordsblade viser desuden et fattighus 1 km sydøst for landsbyen. Det lave målebordsblad fra 1900-tallet har ligeledes stavemåden Jydstrup, både på landsbyen og søen.
Byen fik desuden brugsforening i 1870'erne, forsamlingshus samt en række håndværkerhuse, læge- og dyrlægeboliger i 1890'erne.

### Jernbanen
Jystrup fik jernbanestation på Sjællandske midtbane, som på strækningen Ringsted-Hvalsø var i drift 1925-36. Jystrup var allerede en landsby af betydning inden banen kom, så banen fik i sin korte levetid ikke særlig stor betydning for byens udvikling. På det lave målebordsblad, der er tegnet i banens tid, er væksten gået mod syd ad Skjoldenæsvej, hvor mejeriet og brugsen lå. Men landsbyen er ikke vokset sammen med stationen, der lå ½ km nordvest for Bygaden.
Stationsbygningen er bevaret på Skjoldenæsvej 31. Banens tracé er bevaret øst for sportspladsen som en lav velfriseret dæmning, der inde i skoven bliver til en høj dæmning frem til Skjoldenæsvej, hvis oprindelige forløb den forinden passerer på en bro. Banens bro over Nyvej er bevaret. Banen gik under Ålbækvej i en viadukt, som er revet ned, men syd for vejen ses stadig en rest af banens gennemskæring.

### Bydannelsen
Der kom ikke egentlig stationsbybebyggelse ved den ensomt beliggende station, derimod blev der i årtierne efter banelukningen bygget parcelhuse på stationsterrænet. Hvor Bygaden ender mod øst, ligger et parcelhuskvarter fra 1960'erne mellem Avnsbjergvej og Slettebjergvej. Senere er der længere ude bygget rækkehuse ved Bymarken. Der bygges stadig nye huse i Jystrup, både parcelhuse og tæt-lav-bebyggelse.
På den tidligere savværksgrund ved Hovmarksbakken ligger bofællesskabet Jystrup Savværk med 21 boliger og diverse fællesrum. Det blev tegnet af arkitektgruppen Vandkunsten i 1983 og er organiseret som andelsboligforening.
Indtil 1950'erne og 1960'erne var Jystrup næsten selvforsynende. Foruden brugsen og mejeriet har der været købmand, slagter, bager, skrædder, bank, læge, jordemoder, dyrlæge, diverse håndværkere, brandstation, posthus, savværk og flere erhvervsvirksomheder.

### Folketal
Pr. 1. januar
| 1976 | 1981 | 1986 | 1990 | 1996 | 2000 | 2004 | 2008 | 2010 | 2023 |
| ---- | ---- | ---- | ---- | ---- | ---- | ---- | ---- | ---- | ---- |
| 434  | 420  | 500  | 485  | 439  | 488  | 514  | 727  | 749  | 850  |